# Ariadna daweiensis
Espèce
Ariadna daweiensis est une espèce d'araignées aranéomorphes de la famille des Segestriidae.

## Distribution
Cette espèce est endémique du Hunan en Chine,.

## Description
Le mâle holotype mesure 9,40 mm.

## Étymologie
Son nom d'espèce, composé de dawei et du suffixe latin -ensis, « qui vit dans, qui habite », lui a été donné en référence au lieu de sa découverte, le mont Dawei.

## Publication originale
- Yin, Xu & Bao, 2002 : A new species of family Segestriidae from China (Arachnoidea: Araneae). Life Science Research, vol. 6, no 2, p. 186-188.